# Eutimio I de Constantinopla
Eutimio I Sincelo (en griego: Εὐθύμιος ὁ Σύγκελλος, c. 834 - 5 de agosto de 917) fue patriarca ecuménico de Constantinopla desde 907 hasta el 15 de mayo de 912. Monje desde su juventud, se convirtió en padre espiritual del futuro emperador León VI el Sabio, y fue elevado por él al alto cargo eclesiástico de sincelo. A pesar de su problemática relación con León, en 907 fue nombrado en el patriarcado y ocupó el cargo hasta su destitución, poco antes o después de la muerte de León VI en 912.

## Biografía
Eutimio nació en Seleucia, en Isauria, hacia el año 834 y se hizo monje a temprana edad. Según su oración fúnebre, compuesta por Aretas de Cesarea, era pariente del "hacedor de milagros" Gregorio de Decápolis. Tras pasar por la comunidad monástica del Monte Olimpo y un monasterio cerca de Nicomedia, Eutimio llegó a la capital bizantina, Constantinopla, donde ingresó en el monasterio de San Teodoro, en las afueras de la capital. Eutimio tenía una relación con el patriarca Ignacio, a quien alude como su maestro, y es probablemente durante el segundo mandato de Ignacio en el trono patriarcal (867-877) que fue designado como el padre espiritual del príncipe León, el hijo del emperador Basilio I (r.  867-886) y futuro emperador como León VI el Sabio (r.  886-912). De hecho, el historiador Shaun Tougher argumenta en su estudio del reinado de León que Eutimio fue posiblemente el padre espiritual de todos los hijos de Basilio. Eutimio apoyó a León en su conflicto con su padre por su romance con Zoe Zaoutzaina. Según la hagiografía de Eutimio I, la Vita Euthymii, ayudó a León a sobrevivir a su encarcelamiento entre 883 y 886, mientras que el joven príncipe solicitaba constantemente su consejo, lo que lo obligó a quedarse en Constantinopla en lugar de en su monasterio.
En el momento de la muerte de Basilio I en 886, Eutimio era monje en el monasterio de la Theotokos de la Primavera. Con la ascensión de León al trono, Eutimio fue recompensado con el nombramiento como abad de un monasterio recién construido en el barrio de Psamathia en Constantinopla, construido sobre tierras confiscadas al exiliado León Katakalon. Según la Vita Euthymii, aceptó solo después de que el emperador accediera a llamar a Katakalon del exilio y restituirle el resto de sus propiedades. El monasterio fue inaugurado el 6 de mayo de 889 o 890 en presencia de León y el hermano de este último, Esteban, quien desde diciembre de 886 era Patriarca de Constantinopla. Casi al mismo tiempo (según P. Karlin-Hayter a finales de 888 o principios de 889) también fue nombrado para el puesto de sincelo, sucediendo a Esteban, que había ocupado el puesto junto con el patriarcado desde 886. Este era un cargo importante en la jerarquía eclesiástica bizantina, y varios de sus titulares habían ascendido posteriormente al patriarcado.
A pesar de su cercanía al nuevo emperador, la relación de Eutimio I con León VI fue "notoriamente tormentosa" (Shaun Tougher), y quizás explica por qué no accedió al trono patriarcal hasta 907. La Vita Euthymii también atribuye gran parte de la culpa de la problemática relación de Eutimio I con el emperador a las maquinaciones del padre de Zoe Zaoutzaina, Stylianos Zaoutzes. La rivalidad de Zaoutzes con Eutimio es un tema principal de su hagiografía, donde el primero es representado como un ministro todopoderoso cuyas ambiciones y maquinaciones son responsables de todos los errores y calamidades del reinado, y con quien Eutimio I estaba enfrascado en una batalla "por el premio del alma de León". Hasta qué punto el supuesto dominio de Stylianos Zaoutzes refleja la realidad es cuestionado por Shan Tougher, quien señala que, según las fuentes históricas, León no parece haber seguido simplemente la iniciativa de Stylianos, sino haber conservado el control de los asuntos durante todo su reinado. Eutimio I también ha sido visto por los eruditos modernos como un defensor de la aristocracia tradicional, y en desacuerdo con los consejeros "extranjeros" de León VI (es decir, griegos no bizantinos y no aristocráticos), como el armenio Stylianos Zaoutzes, el chambelán eunuco árabe Samonas, o el italiano Nicolás I de Constantinopla, que precedió a Eutimio I en el trono patriarcal, aunque esto probablemente tenga más que ver con el evidente esfuerzo de la Vita por presentar a Eutimio I como un santo perfecto, lo que la lleva a denigrar a sus rivales.
Eutimio I se ganó el disgusto de León VI por primera vez cuando apoyó a su primera esposa, Teófano Martinakia, y la disuadió de pedir el divorcio debido a la negligencia del emperador y a su continua cohabitación con su amante de mucho tiempo, Zoe Zaoutzaina. Tras la muerte de Teófano, Eutimio I se opuso al segundo matrimonio de León VI con Zoe Zaoutzaina debido a su mala reputación, lo que le valió un confinamiento de dos años en el monasterio de San Diomedes. No fue liberado hasta después de la muerte de Zoe dos años después. Tras la muerte de Zoe tras dar a luz a una hija, Ana, León buscó un tercer matrimonio —normalmente no canónico— con Eudoxia Baïana, con la esperanza de tener un heredero varón. De hecho, en la Pascua de 901 nació un niño llamado Basilio, pero Eudoxia murió durante el parto y pronto le siguió el bebé. Esta fue una vez más la ocasión de un enfrentamiento entre el emperador y Eutimio. La Vita afirma que, tras la muerte de Zoe y su padre, así como tras el descubrimiento de una conspiración por parte de sus familiares, León VI se arrepintió de su trato con Eutimio I y le pidió perdón. El emperador buscó su consejo repetidamente, llegando incluso a visitarlo de incógnito en el monasterio de Psamathia. Durante una de las visitas, Eutimio profetizó la muerte de Eudoxia y posteriormente se negó a asistir a su funeral, retirándose con seis seguidores de Constantinopla al suburbio de "ta Agathou", propiedad de su monasterio.
Sin desanimarse, el emperador tomó una amante, Zoe Karbonopsina, y en septiembre de 905 finalmente pudo celebrar el nacimiento del futuro emperador Constantino VII. El hecho de que la madre de la niña fuera la amante del emperador causó problemas con los principales funcionarios de la Iglesia, y León VI se vio obligado a prometer separarse de Zoe como condición previa para el bautismo ceremonial del infante por el patriarca Nicolás I en Santa Sofía. Eutimio también fue persuadido para actuar como uno de los padrinos de Constantino en la ceremonia, que tuvo lugar en enero de 906. Sin embargo, a pesar de su promesa de separarse de Zoe, León ahora estaba decidido a legitimar tanto a ella como a su hijo mediante un cuarto matrimonio, algo completamente prohibido por el derecho canónico bajo pena de excomunión. El patriarca Nicolás I inicialmente apoyó al emperador en sus esfuerzos por asegurar una concesión de economía, pero el liderazgo de la Iglesia se opuso vehementemente, lo que obligó también a Nicolás I a cambiar de bando. Como el impasse continuaba, en febrero de 907 Nicolás fue destituido por el emperador y Eutimio fue nombrado en su lugar.  La Vita explica la postura de Nicolás I y su deposición final por su implicación en el complot fallido del general Andrónico Ducas, pero otras fuentes no dicen nada sobre el contexto exacto del asunto.
A pesar de la notoria terquedad de Eutimio I, que probablemente había disuadido a León VI de elevarlo al patriarcado antes, se mostró dispuesto a concederle al emperador una economía, ayudado por el asentimiento de los otros patriarcados de la Pentarquía. Sin embargo, a pesar de los repetidos esfuerzos de Zoe, se negó rotundamente a reconocer oficialmente su matrimonio con el emperador como canónico y su condición de emperatriz. León se vio obligado a hacer penitencia para expiar su matrimonio y a aprobar una ley que excluía a cualquiera de volver a casarse por cuarta vez. Como resultado del acuerdo, el 15 de mayo de 908 Eutimio I coronó al infante Constantino VII como coemperador. Aunque los cronistas bizantinos posteriores tienden a alinearse con Nicolás I en contra de León VI, pintan a Eutimio I bajo una luz favorable. Según la Vita, su mandato ayudó a sanar la grieta en la Iglesia y a reconciliar a muchos eclesiásticos destacados con el cuarto matrimonio del emperador. Incluso se dice que el obispo Gabriel de Ancira envió el omophorion de San Clemente como regalo y muestra de agradecimiento.
Poco antes de la muerte de León VI en mayo de 912, el emperador se reconcilió con Nicolás I, quien exigió su restitución como patriarca. Las fuentes no son claras, pero poco después de la muerte de León VI, o quizás ya antes, Eutimio I fue depuesto por un sínodo convocado en Magnaura a favor de Nicolás I, quien fue llamado de vuelta del exilio. Eutimio I fue exiliado a Agatu, donde murió el 5 de agosto de 917.

## Hagiografía y escritos
La hagiografía de Eutimio I, la Vita Euthymii, o Vida de Eutimio, fue escrita aparentemente entre los años 920 y 925 según P. Karlin-Hayter, o, según D. Sophianos, poco después de 932. Su autor es desconocido, pero, en palabras de Shaun Tougher, «tenía una perspectiva privilegiada sobre los asuntos de la corte durante el reinado de León VI» y, en consecuencia, es una de las «fuentes más ricas para el período comprendido entre la muerte de Basilio I y los primeros años de Constantino VII» (Alexander Kazhdan). Sin embargo, a pesar de ofrecer un vívido retrato de León y su corte, con anécdotas de testigos presenciales que ilustran el carácter del emperador, como fuente es limitada debido a su enfoque y sesgo a favor de Eutimio, así como a la ausencia de varias secciones. El único manuscrito sobreviviente se conservó en Berlín y desapareció durante la Segunda Guerra Mundial, pero la Vita existe en varias ediciones críticas:
- de Boor, C. (1888). Vita Euthymii, Ein Anecdoton zur Geschichte Leos des Weisen (en alemán).
- Karlin-Hayter, P. (1955–1957). «Vita St. Euthymii». Byzantion. 25/27: 1-172, 747-778.
- Karlin-Hayter, P. (1971). Vita Euthymii Patriarchae CP - Text, translation, introduction and commentary. Bibliothèque de Byzantion 3.
- Kazhdan, Alexander (1959). Две византийские хроники X века: Псамафийская хроника — Иоанн Камениата, Взятие Фессалоники (en ruso).
- Alexakis, A. (2006). Γάμοι, κηδεῖες καὶ αὐτοκρατορικὲς μεταμέλειες. Ὁ βίος τοῦ πατριάρχη Εὐθυμίου (en griego). Athens: Kanakis. ISBN 960-7420-91-8.

Los escritos de Eutimio I son escasos y relativamente insignificantes, e incluyen sermones sobre la concepción de Santa Ana y una homilía sobre la Virgen María. Su contemporáneo Arethas de Cesarea también escribió un panegírico en su honor, pero según Kazhdan, «es convencional y aporta datos limitados».